# The V.I.P.'s
The V.I.P.'s waren een Britse r&b-muziekensemble opgericht in Carlisle, Cumberland, (North West England) in 1963. In 1967 werd na een wisseling van enkele leden de naam gewijzigd in Art en werd het album Supernatural Fairy Tales uitgebracht.
Leden van het eerste uur waren Mike Harrison (zang) (ex Dino and the Danubes, The Dakotas, The Ramrods) en Greg Ridley (basgitaar). 
Na het eerste en enige album van Art werd in de tweede helft van 1967 de band Spooky Tooth samengesteld met musici uit The V.I.P.'s/Art.

## Discografie

### Singles
- "She's So Good" / "Don't Keep Shouting At Me" (1964)
- "Mercy Mercy" / "That's My Woman"
- "Wintertime" / "Anyone"
- "I Wanna Be Free" / "Don't Let It Go"
- "Straight Down to the Bottom" / "In A Dream"
- "Sunshine Help Me"

### Albums
- Supernatural Fairy Tales
- Compilatiealbum The Complete V.I.P.s (dubbelalbum, 28 tracks)

## Musici
- Mike Harrison
- Greg Ridley
- Frank Kenyon
- Jimmy Henshaw
- Luther Grosvenor
- Walter Johnstone
- Mike Kellie
- Keith Emerson